# ジョゼ・ボニファチオ・デ・アンドラダ

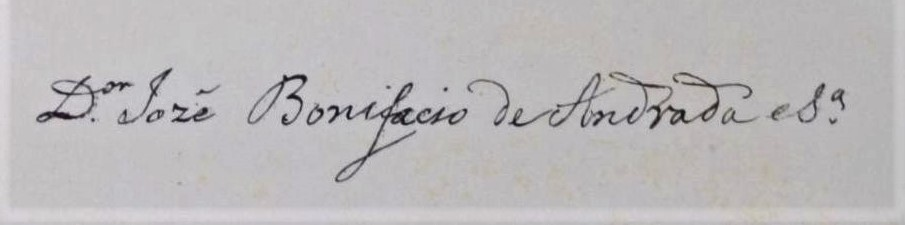
署名

ジョゼ・ボニファチオ・デ・アンドラダ・エ・シルヴァ（José Bonifácio de Andrada e Silva, 1763年6月13日 - 1838年4月6日）は、ブラジルの政治家、博物学者、教授、詩人である。かつてポルトガル海上帝国の一部であったブラジル植民地（のちのブラジル帝国）のサンパウロ州サントス出身である。彼はブラジル独立にもっとも重要なmentorらの一人であり、彼の行動はペドロ1世の即位に決定的な役割を果たした。彼は公教育を支援し、奴隷廃止論者であり、新しいブラジルの首都を発展の遅れた内陸に建設することを示唆していた（これはのちに首都ブラジリアとして実現する）。彼の博物学者としての功績には新しい鉱物の発見がある。

## 人物
1790年から1800年までのヨーロッパ旅行では、彼は他の科学者とともに化学、鉱物学を研究し、彼はデータを集め、科学的実験を行い、4つの新しい鉱物と8タイプの未知の種を発見した。灰鉄柘榴石(w:andradite)は彼の名前にちなむ。彼のほかの発見の中には、リチウムを含有した鉱物葉長石(w:Petalite)の18世紀末スウェーデンを旅行中の彼による最初の発見がある。この鉱物からスウェーデンの化学者がリチウムを発見した。彼はまた、他の重要なリチウムを含有した鉱物リシア輝石(w:spodumene)を同じストックホルム近郊の島から発見している。 
1800年アンドラダ・エ・シルヴァはコインブラ大学の地質学の教授に就任後にポルトガルの鉱業査察官に任命された。はポルトガルのコインブラ大学で地球構造学を教えた。彼は12の言語を知っており、4つの言語を話せた。1812年に彼はリスボン科学アカデミー(w:Academia das Ciências de Lisboa)の終身会員となった。1819年に彼はブラジルに帰国し、母国でも科学的調査の指揮を行った。このころ、彼はペドロ摂政王子にリスボン宮廷の解任動議に逆らうよう求め、1821年にブラジル独立が宣言されたとき、彼は内務大臣および外務大臣に任命された。この不穏な気質を有した有能な男は事実上の首相となった。独立後制憲議会が設立されると彼はこれら官職に再任されたが、彼はブラジルに存在した制憲議会での「奴隷制度廃止計画」の起草者となった。しかし民主主義の考え方を理由に彼のペドロとの関係は、相いれないものとなり、ついに彼は反対派に回った1823年7月には彼は官職を追われてしまう。同年11月の議会の解散にさいし、彼は逮捕され、フランスへ追放されてしまう。1829年に帰国が許されるまではフランスでの彼はボルドー近郊で流謫の生活を送った。。その間1825年に彼は詩集『種々詩集（"Poesias Avulsas"）』を発表した。 出版には彼は「アメリコ・エリーシオ（Américo Elísio）」というペンネームを使用した。帰国後の1831年にペドロ1世が退位すると、彼はペドロ1世によって嫡子で幼い新皇帝ペドロ2世のtutorに任命された。彼が摂政政府に同意しなかったので、彼は帝国を再建しようとした。 1833年に彼はtutorの義務を失い、裏切り者と告発され逮捕された。しかし彼は恩赦を受けた。彼は1838年4月6日にニテロイで死去した。

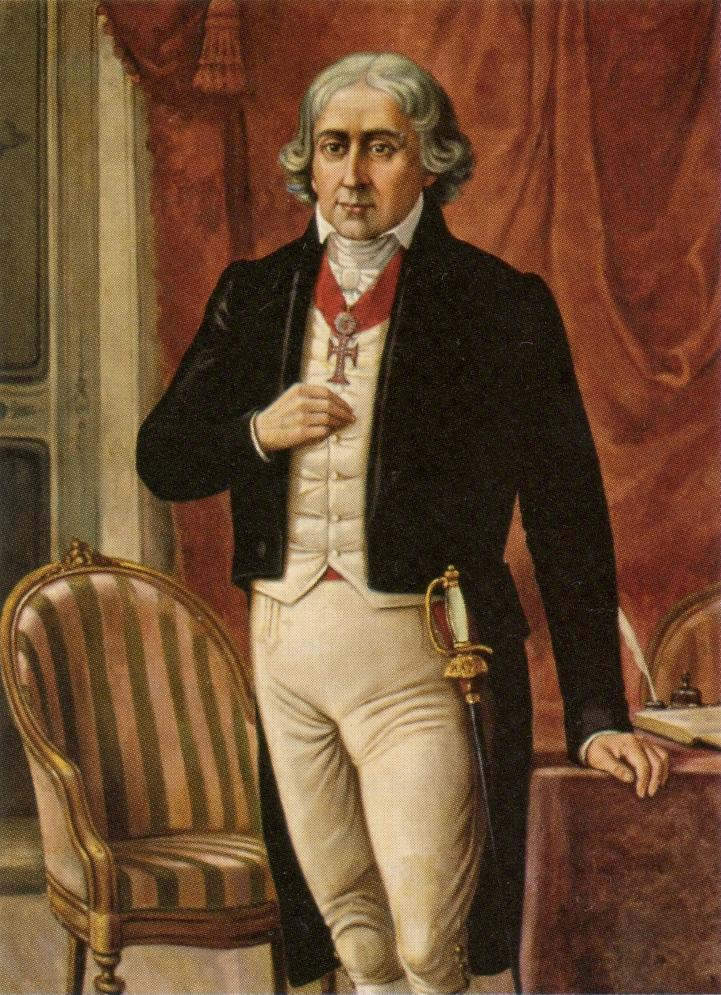
『ブラジル独立の指導者ジョゼ・ボニファチオ』（:w:Benedito Calixto画）

### 文学者として
ジョゼ・ボノファチオは文学にもかかわりを持っていた。彼の作品『種々詩集（Poesias Avulsas）』はボルドーで発表され、1861年にLaemmertによってブラジルで復刊した。ブラジルでは本作の題名は『詩集 （"Poesias"）』 であり、刊行にはJoaquim Norberto de Sousaの関与があった。1942年にAfrânio Peixotoはブラジル文学アカデミーを通じてもう一つの問題を提起した。Sérgio Buarque de Holandaによるテキストのこの作品は、1946年に『アメリコ・エリシオ詩集（Poesias de Américo Elísio）』という題名で「ブラジル国立出版（"Instituto Nacional do Livro" ）」によって出された彼の著作集の第一巻に収められた。
彼の詩集は彼の知的な個性と科学的な好奇心が表れた自然的な汎神論が示されている、
彼の科学上、政治上と社会上の業績は第3巻に収められており、Edgar Cerqueira Falcão によって『ジョゼ・ボニファチオ科学、政治および社会学著作集（Obras científicas, politicas e sociais de José Bonifácio de Andrada e Silva.）』の題名で編集され復刊している。この第三版は1963年に独立の父生誕200年を祝賀するために出された。
1797年、彼はスウェーデン王立アカデミーの外国人会員に選ばれている。

## 伝記
- Gomes, Laurentino (2010). 1822 — How a wise man, a sad princess and a money-crazy Scotsman helped D. Pedro create Brazil, a country that had everything to go wrong. Nova Fronteira （ポルトガル語）

## 参照
- この記事にはアメリカ合衆国内で著作権が消滅した次の百科事典本文を含む: Chisholm, Hugh, ed. (1911). "Andrada e Sylva, Bonifacio Jozé d'". Encyclopædia Britannica (英語). Vol. 1 (11th ed.). Cambridge University Press. p. 967.